# Мартина Глагов
Мартина Глагов (Martina Glagow, р. 21 септември 1979 в Гармиш-Партенкирхен) е немска биатлонистка. На световното първенство през 2001 г. в словенския курорт Поклюка тя прави първия си пробив, като завършва втора в масовия старт. През 2003 г. в Ханти Мансийск тя става става световен шампион в преследването.
Глагов продължава с успехите си и през 2004 г. на световното в Оберхоф, като става най-успешната немска биатлонистка със сребро в преследването и бронз в спринта и щафетата.
Живее в Митенвалд.

## Успехи
- Световни първенства
  - 2001: сребро в Масовия старт
  - 2003: злато в Преследването
  - 2004: сребро в Преследването и бронз в щафетата